# エチオピアの星勲章
エチオピアの星勲章(エチオピアのほしくんしょう)は、エチオピア帝国の勲章である。1884年から1885年にかけ、当時シェワのニガス(エチオピアの言葉で王という意味)だったメネリク2世が創立した。
この勲章は、名誉ある外国人やエチオピア国内の民間人や軍人、国家への名誉的活動を行った者に対して贈るため創立された。エチオピアの星勲章には、メネリク2世勲章と同じく5つの等級がある。

## 等級

### 一等
1. グランド・クロス

### 二等
2. グランド・オフィサー

3. コマンダー

### 三等
4. オフィサー

5. メンバー

## 参考
- Honneur & Gloire. Les trésors de la collection Spada, Paris: Musée national de la Légion d’honneur et des ordres de chevalerie, 2008, p. 354–355.
- «Ethiopian Imperial Orders» i Guy Stair Sainty og Rafal Heydel-Mankoo: World Orders of Knighthood and Merit, andre bind, Buckingham: Burke's Peerage, 2006, p. 779–781.
- Gregor Gatscher-Riedl:  Die Orden des äthiopischen Kaiserreichs und der salomonidischen Dynastie. In: Zeitschrift der Österreichischen Gesellschaft für Ordenskunde, Nr. 91, Wien, August 2013, p. 1-22.